# جوشوا كاستيلانوس
جوشوا كاستيلانوس (بالإنجليزية: Joshua Castellanos)‏ هو لاعب كرة قدم أمريكي في مركز الوسط، ولد في 17 نوفمبر 1995 في ريفرسايد في الولايات المتحدة. لعب مع North Florida Ospreys men's soccer ‏.